# Sanok
Sanok ([ˈsanɔk]) es una ciudad en el sudeste de Polonia con 39 000 habitantes en junio de 2008. En 2006 pasó a formar parte del voivodato de Subcarpacia. Anteriormente era la capital del distrito de Sanok.
Sanok debe su larga y rica historia de las ventajas que le otorga su ubicación geográfica. La ciudad se encuentra en el Hungría Gate, un área que conecta a las montañas del Paso Lupkow con las tierras bajas, de fácil acceso y suelo fértil. También se encuentra junto al navegable río San. Importantes rutas de comercio atraviesan la ciudad, garantizando su importancia.

## Demografía
| Gráfica de evolución de Sanok entre 1589 y 2019 |
|                                                 |